# Salem (Illinois)
Salem település az Amerikai Egyesült Államok Illinois államában, Marion megyében, melynek megyeszékhelye is. Lakosainak száma 7282 fő (2020. április 1.).

## Népesség
A település népességének változása:

| 2010 | 7 485 |
| 2020 | 7 282 |